# Georges de La Tour
Georges de La Tour (1593 - Lunéville, 30 januari 1652) was een Franse barokschilder.

## Leven
La Tour heeft zijn hele leven in Lotharingen gewerkt. Hij was de zoon van een bakker en huwde met Diane Le Nerf, een vrouw uit een adellijk geslacht met wie hij een gezin stichtte. Er zijn geen schetsen, brieven of andere geschriften van zijn hand bekend zodat er weinig details over zijn leven bekend zijn. Hij woonde en werkte in Lunéville. Hij werd goed voor zijn schilderijen betaald en kon leerlingen in dienst nemen in zijn atelier. Verder was hij ook een zakenman. Hij verdiende goed door hout te verkopen aan de legers die actief waren in Lotharingen tijdens de Dertigjarige Oorlog en hij speculeerde met graan tijdens de hongersnood die met de oorlog gepaard ging. La Tour bezat landerijen en honden voor de jacht.

## Stijl
Hij behoorde tot de 17e-eeuwse Franse kunstenaars die door Caravaggio zijn beïnvloed, de zogeheten carravaggisten. Ook bij hem valt een sterke nadruk op het clair-obscur op, dat La Tour op zijn eigen manier interpreteerde. Zo liet La Tour bijvoorbeeld de lichtbron zien (meestal een met de hand afgeschermde kaars). Wat hem ook typeert is dat zijn lichteffecten er niet zijn om de dramatiek van de scène te verhogen; ze roepen juist verstilling, sereniteit op.

## Oeuvre
Georges de La Tour schilderde vooral religieuze taferelen. Hij is lange tijd onbekend gebleven, maar werd herontdekt aan het begin van de 20e eeuw. In 1972 werd een grote overzichtstentoonstelling van zijn werk gehouden in Parijs. En in 1974 publiceerden Benedict Nicolson en Christopher Wright een monografie over La Tour waarin een dertigtal schilderijen aan hem werden toegeschreven.

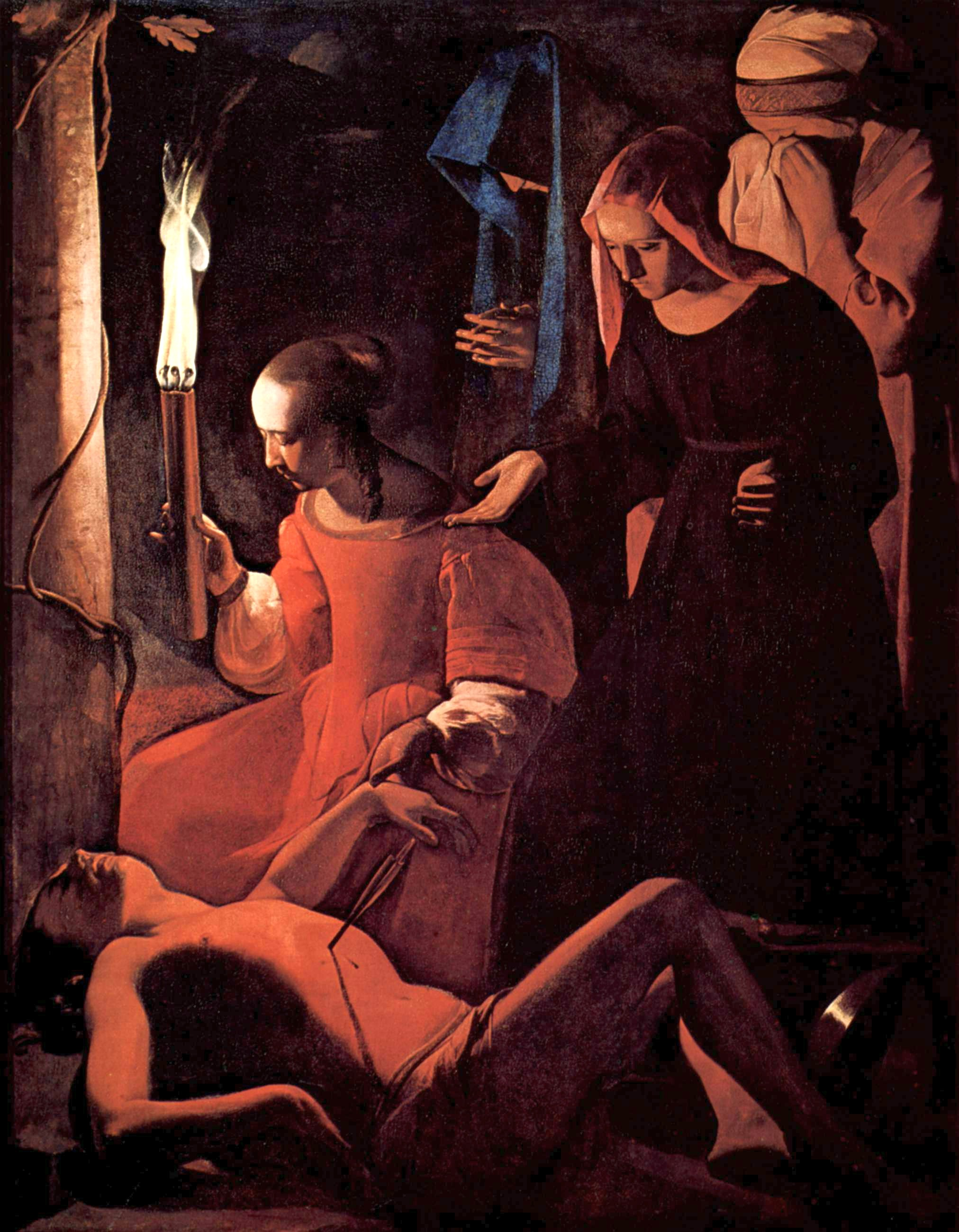
De heilige Irene vindt de heilige Sebastiaan, ca. 1640, Louvre, Parijs
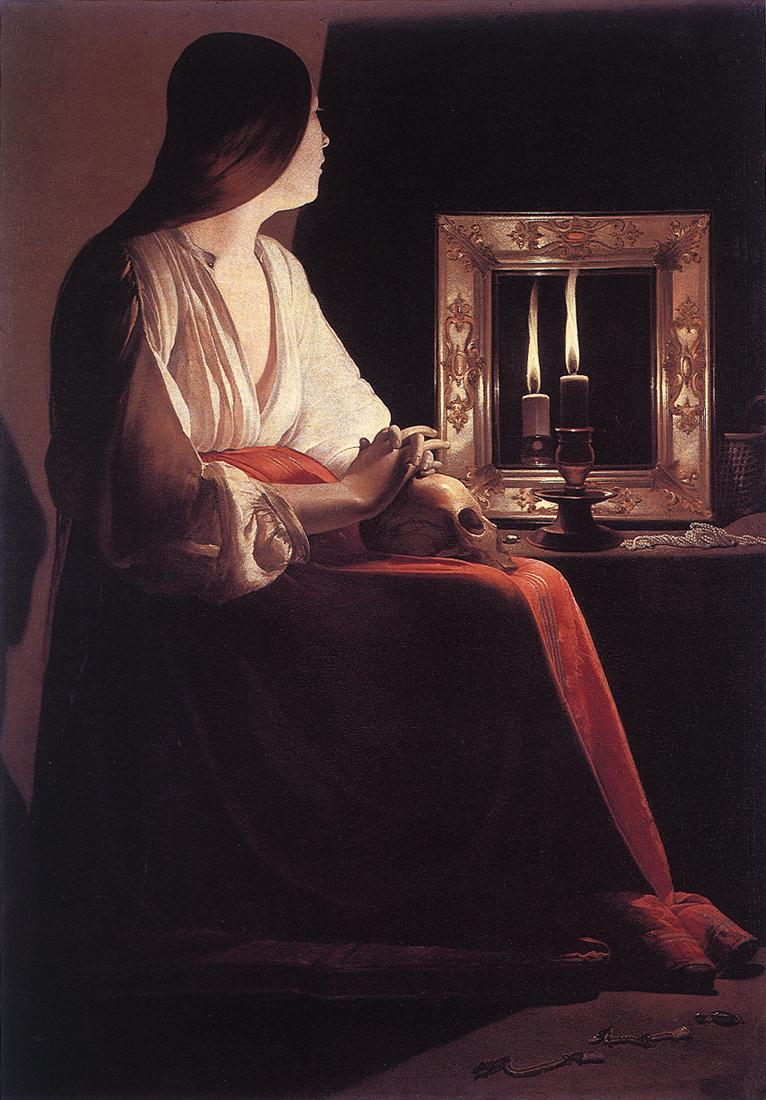
La Madeleine aux deux flammes, 1640-1645, Metropolitan Museum of Art, New York
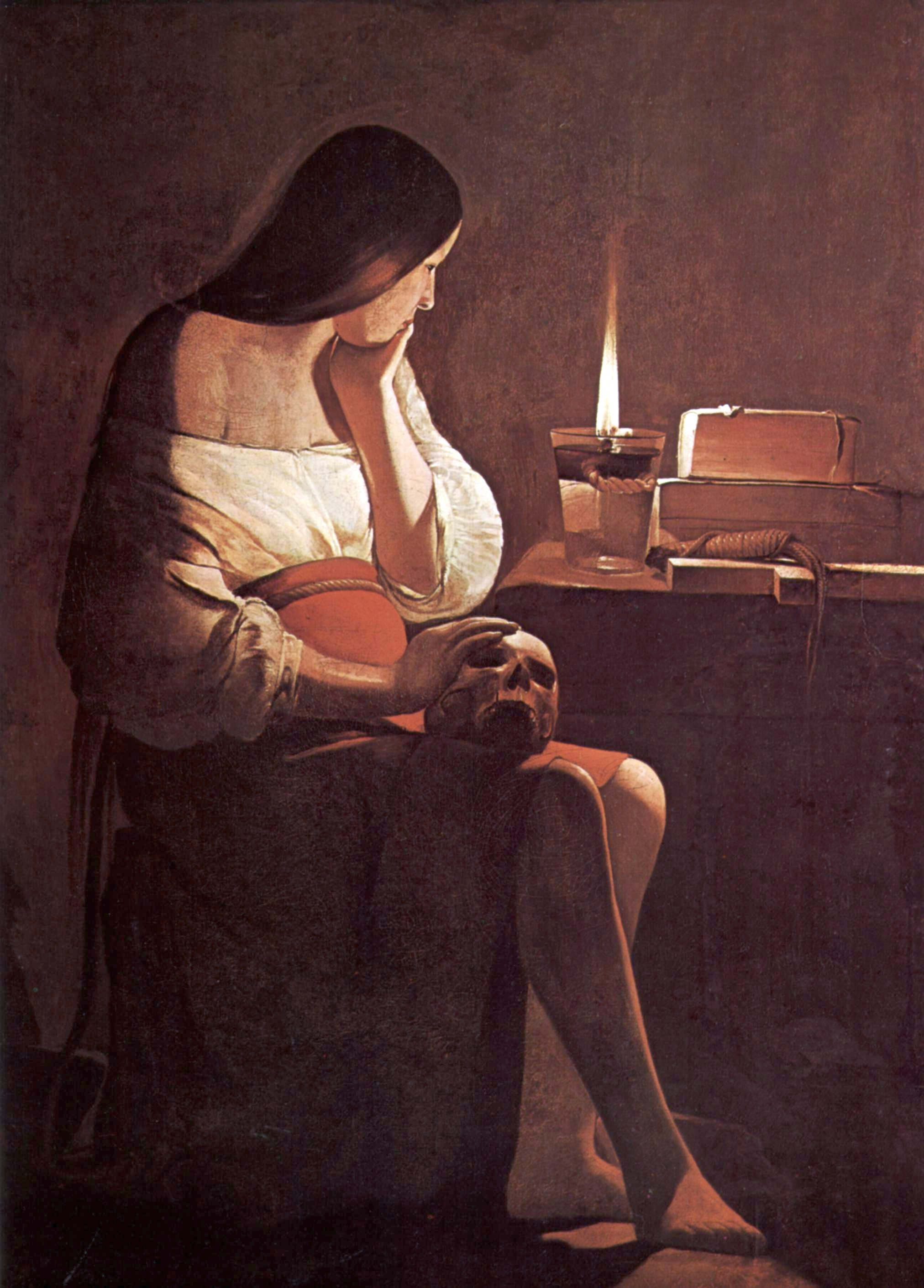
George de La Tour, De berouwvolle Maria Magdalena, 1640-1645, dit schilderij komt ook voor in een scene in de Disney-tekenfilm De kleine zeemeermin.
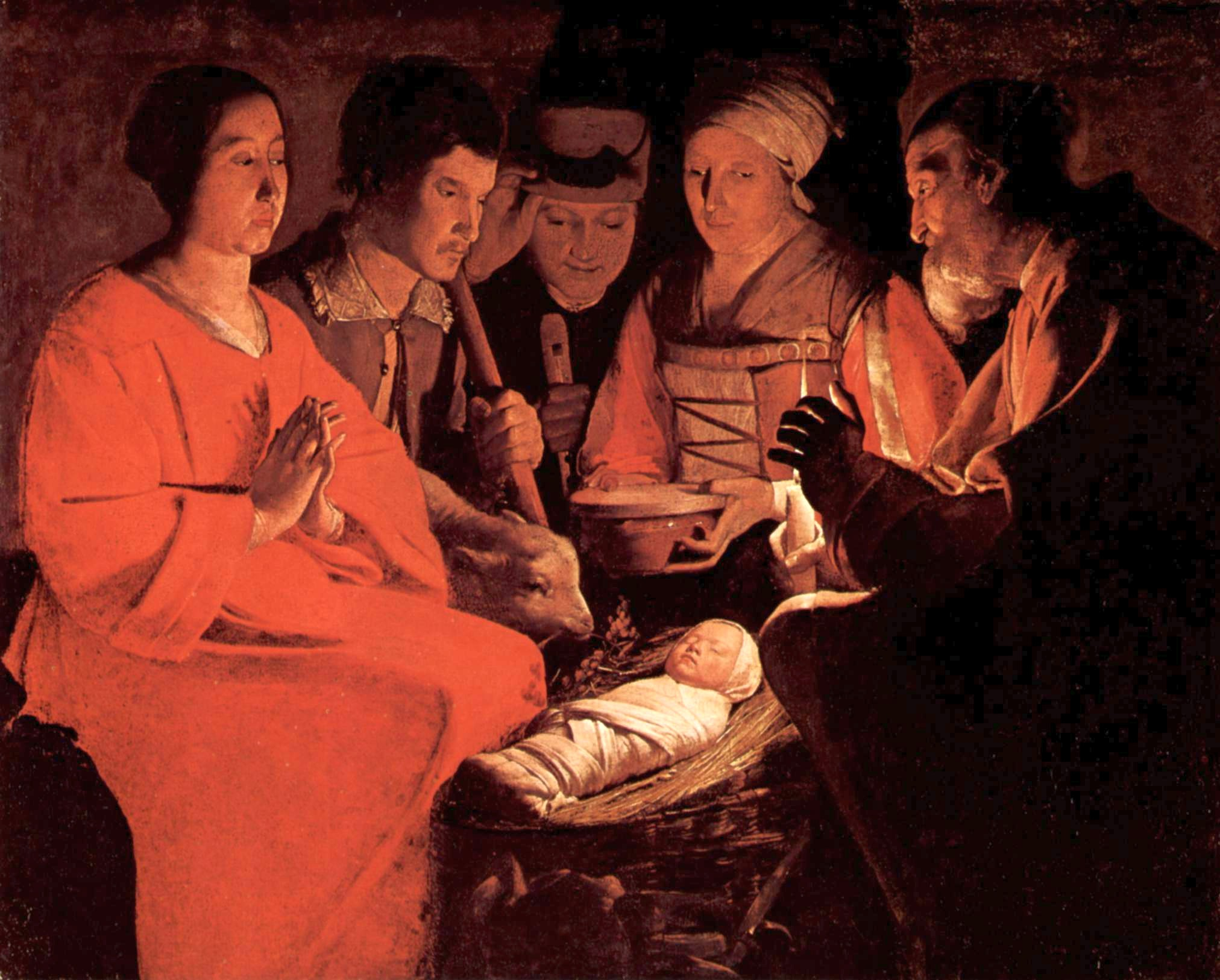
De aanbidding door de herders, ca. 1645, Louvre, Parijs
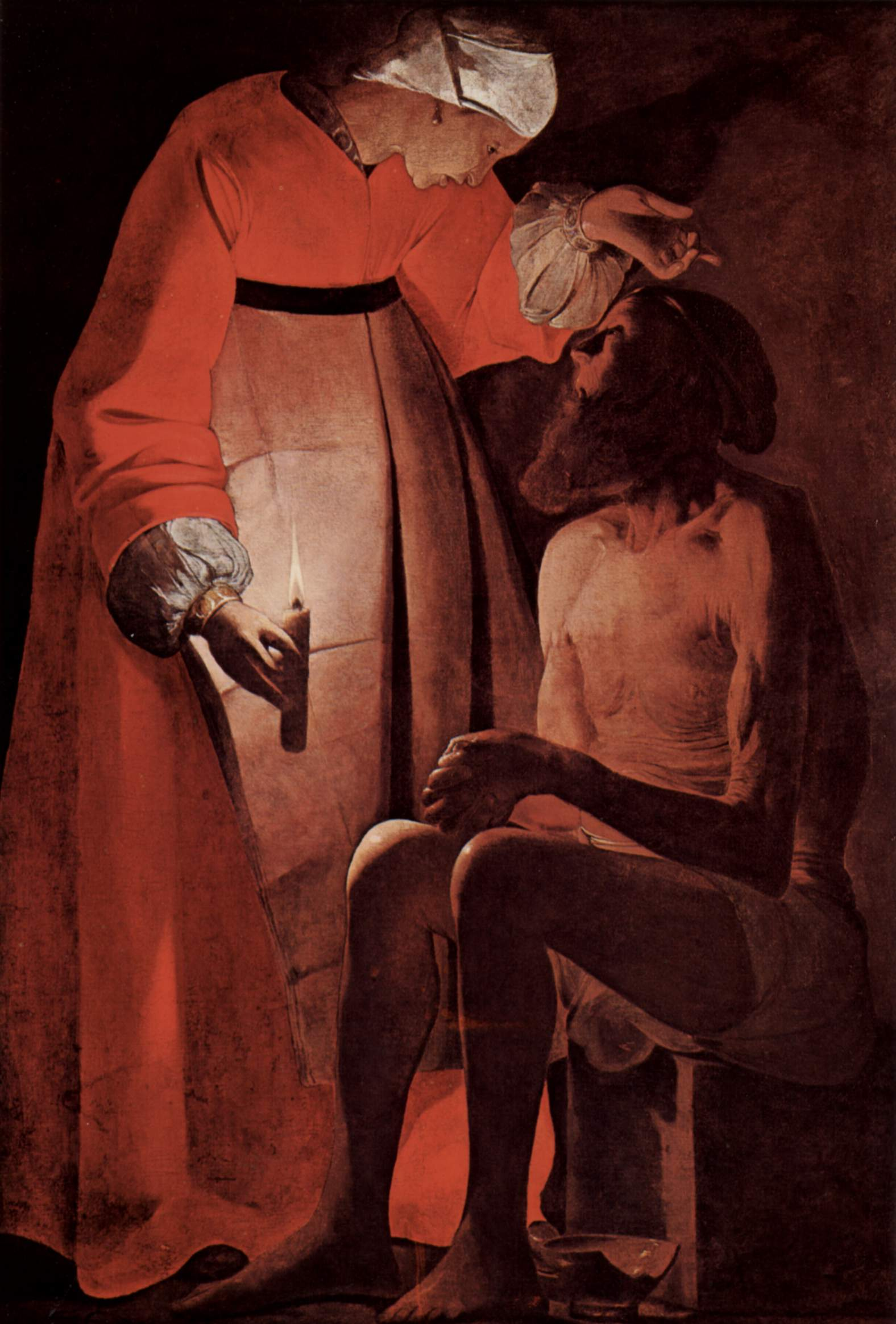
Job bespot door zijn vrouw, Musée départemental d'Art ancien et contemporain, Épinal

### Vervalsingen?
Controverse bestaat rond drie schilderijen die pas in de 20e eeuw werden ontdekt en aan La Tour werden toegeschreven. Het gaat om de twee versies van De valsspeler en De waarzegster. In tegenstelling tot de andere schilderijen van La Tour zijn deze taferelen bij daglicht weergegeven. Ook is de herkomst van de schilderijen niet te traceren. Wright, die in 1974 nog de authenticiteit van deze werken had bevestigd, kwam op zijn conclusie terug en poneerde de stelling, dat de werken tussen 1900 en 1950 zijn geschilderd door een Franse restaurateur die actief was in de Verenigde Staten. Deze Emile Delobre zou over oude, minderwaardige schilderijen heen hebben geschilderd om kunstkenners te misleiden.

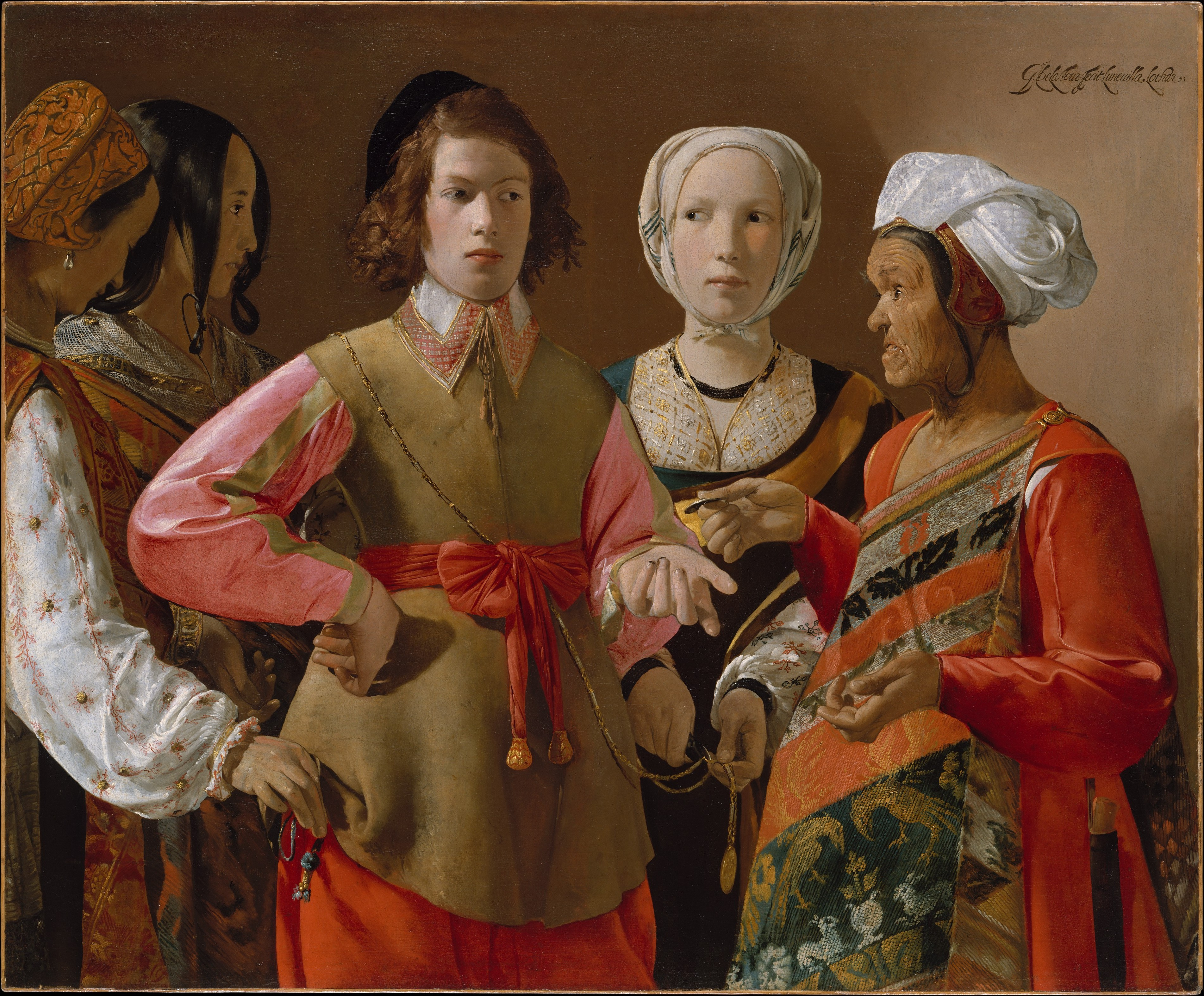
De waarzegster, 1635, Metropolitan Museum of Art, Washington
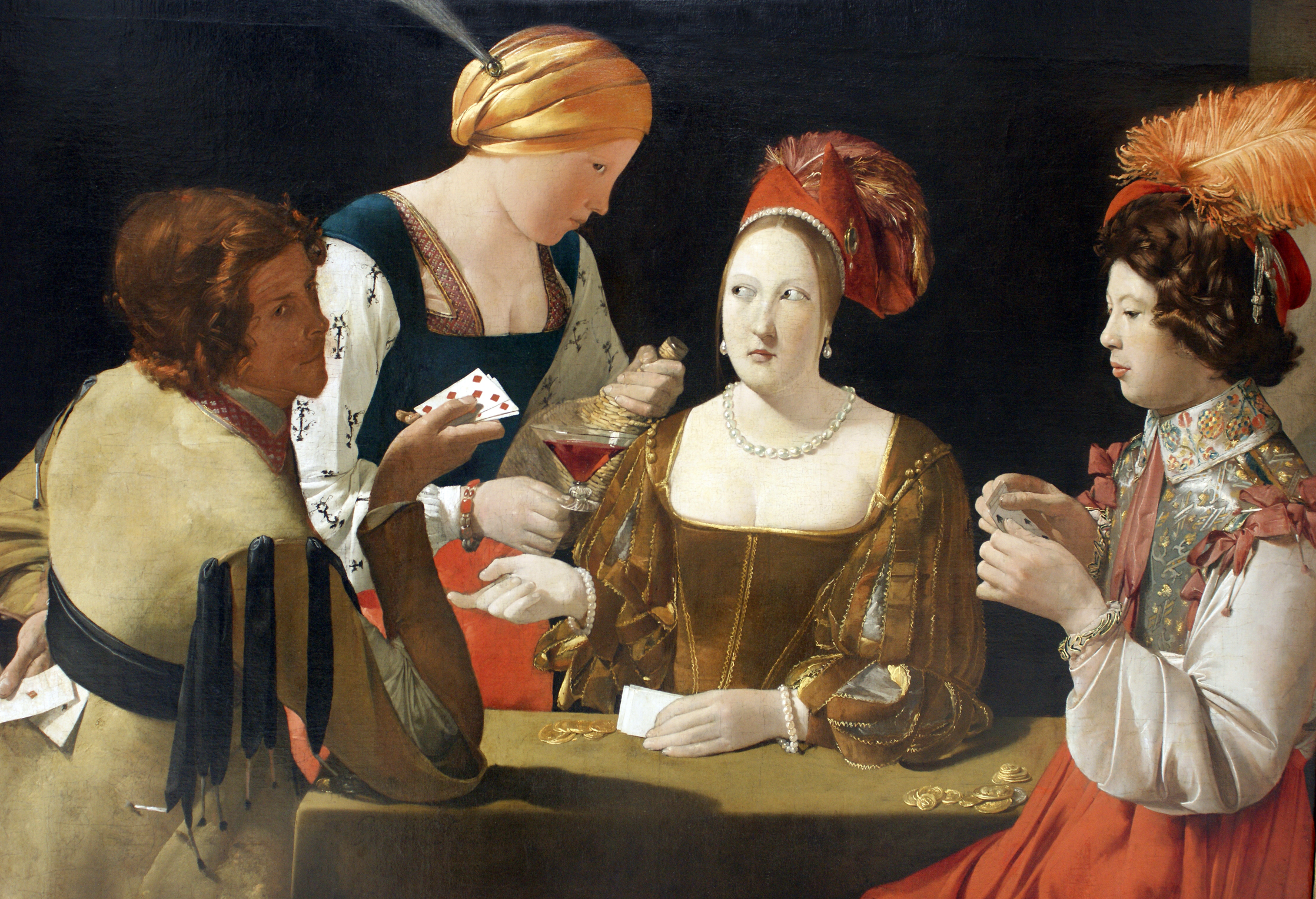
De valsspeler, 1635, Louvre, Parijs

- Biblioteca Nacional de España: XX1046150
- Bibliothèque nationale de France: cb11938172j (data)
- Catàleg d'autoritats de noms i títols de Catalunya: 981058522495006706
- CiNii: DA04298968
- Gemeinsame Normdatei: 118570021
- International Standard Name Identifier: 0000 0000 8137 6640
- KulturNav: 1adf02df-aecb-4270-b202-97d2171592eb
- Library of Congress Control Number: n50043390
- Nationale Bibliotheek van Letland: 000202867
- Bibliotheek van het Japanse parlement: 00620965
- Nationale Bibliotheek van Tsjechië: ola2002150755
- Nationale Bibliotheek van Israël: 987007274857605171
- Nationale Bibliotheek van Polen: a0000001804360
- Nederlandse Thesaurus van Auteursnamen: 069871698
- RKD-Nederlands Instituut voor Kunstgeschiedenis: 48243
- LIBRIS: 205316
- SNAC: w6xw4w9g
- Système universitaire de documentation: 027312119
- Trove: 1087789
- Union List of Artist Names: 500012114
- Virtual International Authority File: 59091120
- WorldCat: E39PBJgH86Gtp7bpBXrHdQKmVC